# Aneflomorpha semirufa
Aneflomorpha semirufa là một loài bọ cánh cứng trong họ Cerambycidae.